# SKS
SKS (viết tắt của "Samozaryadny karabin Simonova hay với bảng chữ cái Kiril là "Самозарядный карабин Симонова", nghĩa là Súng cạc-bin nạp đạn tự động cơ cấu Simonov), do đó ở Việt Nam còn biết đến với tên gọi là CKC, là loại súng trường bán tự động bắn đạn 7,62x39 mm M43. SKS được Sergei Gavrilovich Simonov (1894 - 1986), người Liên Xô, thiết kế và được đưa vào thử nghiệm ở mặt trận phía Tây trong giai đoạn cuối của Chiến tranh thế giới thứ hai (năm 1945). Sau này, súng được sử dụng rộng rãi trong Chiến tranh Triều Tiên và Chiến tranh Việt Nam. Hiện nay, súng SKS vẫn được sử dụng trong quân đội nhiều nước khác nhau trên thế giới. Tại Việt Nam, súng bắt đầu được Liên Xô và Trung Quốc viện trợ từ năm 1960 và hiện nay vẫn được trang bị cho các đội dân quân tự vệ và các đội nghi lễ Tiêu binh danh dự của Quân đội nhân dân Việt Nam và Công an nhân dân Việt Nam.

## Lịch sử

### Bối cảnh ra đời
Trước Chiến tranh thế giới thứ hai, quân đội nhiều nước nhận ra rằng các mẫu súng trường hiện có (như Mosin-Nagant, Lee-Enfield hay Karabiner 98), dù đã được hiện đại hóa bằng cách thu ngắn bớt nòng súng đi so với các phiên bản trước đó của chúng nhưng vẫn quá dài và rất nặng nề khi sử dụng. Tầm bắn của những loại súng này là rất xa - có thể lên tới 1 km (tương đương với các khẩu trung liên và đại liên thời bấy giờ), quá thừa đối với bộ binh khi mà hầu hết những trận đọ súng chỉ xảy ra với tầm thị lực của người lính là từ 100 - 300 m (chỉ có những xạ thủ bắn tỉa cùng với kính ngắm mới có thể tận dụng hết tầm bắn của những khẩu súng trường như thế này). Tuy bắn xa nhưng tốc độ bắn của súng lại chậm (tối đa chỉ khoảng 15 phát/phút) do cơ cấu bắn phát một, sau mỗi phát bắn xạ thủ lại phải kéo khóa nòng để lên đạn, nếu giao chiến ở tầm gần thì không thể địch lại súng liên thanh.
Giải pháp của người Mỹ đưa ra là khẩu súng bán tự động M1 Carbine, sử dụng đạn.30 Carbine, thiết kế theo trường phái kéo dài đạn súng ngắn với thuốc đạn viên tròn và đầu đạn không có hiệu ứng con quay. Người Đức tạo ra khẩu MP 43 (về sau đổi tên thành StG-44) với đạn 7,92x33mm Kurz có mũi đạn chóp nhọn giống đạn súng trường - tuy không đóng góp gì nhiều cho kết cục của cuộc thế chiến, nhưng lại rất nổi tiếng vì những tính năng ưu việt của nó khi ra đời. Súng không bắn điểm xạ bằng cách cầm vào phần nằm trước băng đạn như ốp lót tay của AK-47 hay M-16 được, vì đó là chỗ tản nhiệt cho nòng.
Liên Xô đề ra giải pháp gần giống với Đức: họ cắt ngắn đạn 7,62x54mmR trở thành đạn 7,62x41mm (và sau đó cải tiến tiếp thành cỡ đạn trung gian 7,62x39mm M43 cực kì nổi tiếng), nhưng vẫn giữ nguyên loại thuốc đạn trụ cứng của súng trường. Ý tưởng này đã có từ lâu trong quân đội Nga Hoàng với khẩu Fedorov Avtomat, tuy nhiên việc sử dụng súng này bị ngưng do thiếu nguồn cung đạn 6,5x50mm từ Nhật Bản. Và ngay trong năm 1943, một cuộc thiết kế súng trường carbine tiêu chuẩn cho Hồng Quân Xô Viết được tiến hành để sử dụng loại đạn mới này.

### Quá trình phát triển
Trong Thế chiến 2, Hồng quân có trong biên chế một số loại súng trường bán tự động như SVT-38, SVT-40 và AVS-36, các loại dúng này đã được thử nghiệm trước Thế chiến thứ 2 nhằm chọn ra loại súng trường bán tự động tiêu chuẩn mới tuy nhiên vũ khí chính vẫn là loại súng trường bắn phát một Mosin-Nagant sử dụng đạn 7,62×54mmR. Với sự phát triển của cỡ đạn mới 7,62x39mm M43,vào cuối Thế chiến 2, quân đội Liên Xô đã tìm kiếm một loại vũ khí thế hệ mới để thay thế súng trường bắn phát một Mosin Nagant vốn đã lỗi thời. Loại súng mới sẽ sử dụng đạn 7,62x39mm M43.
Sergei Gavrilovich Simonov đã tiến hành sửa lại khẩu AVS-36 trước đó của ông: thay đổi loại nòng và kích cỡ các chi tiết nằm bên trong hộp khóa nòng. Ông cũng sử dụng hộp đạn gắn cứng với kẹp đạn thay cho hộp tiếp đạn trên thiết kế AVS-36 trước đó. Khẩu súng mới này đã chiến thắng áp đảo trước thiết kế của Mikhail Timofeyevich Kalashnikov vốn dựa trên khẩu M1 Garand và nó nhanh chóng được thử nghiệm trên chiến trường trong năm 1945 với phát xít Đức.
Khẩu SKS có khối lượng nhẹ, cấu tạo đơn giản và ngắn hơn nhiều so với súng trường Mosin–Nagant, khiến nó linh hoạt và dễ thao tác hơn trong chiến trường đô thị. Simonov cố ý thiết kế SKS với các bộ phận lắp ghép có độ hở nhất định, giúp súng ít bị kẹt đạn hơn khi bị bám bẩn hoặc bôi trơn không đầy đủ. Đây là điểm đáng chú ý trong phong cách thiết kế so với vũ khí Liên Xô thế hệ trước và cũng được áp dụng lên khẩu AK-47 sau này. SKSđưuọc chỉ định với vai trò là súng carbine, mặc dù nó không phucvuj như một khẩu carbine như [M1 carbine dùng bởi Quân đội Hoa Kỳ lúc bấy giờ,và thuơnngf được sửa dụng giống vai trò của súng trường truyền thống. Mẫu thử nghiệm 7.62×39mm đầu tiên đượđưua vào biên chế của Phương diện quân Belorussia 1 vào tháng cuối cùng của Thế chiến 2. SKS vẫn được thử nghiệm khi Phát xít Đức đầu hàng quân Đồng minh vào tháng năm năm 1945. Cưới cùng, thử nghiệm tại Phương diện quân Belorussia 1 kết thức và khẩu súng được đánh giá cao và đưa vào biên chế với cái tên SKS-45.Quá trình sản xuất hàng loạt được sửa đổi với một số chi tiết nhỏ.
SÚng trường tấn công AK-47 và súng máy hạng nhẹ RPD, đều sử dụng cỡ đạn 7.62×39mm. Vào thập niên 1950, Liên Xô tích cực cơ giới hóa các đơn vị bộ binh, chuyển đổi các đơn vị bộ binh thành cách triển khai với các phương tiện bọc thép. Sự thay đổi chiến thuật này yêu cầu lượng lớn vũ khí tự động được cơ động cùng với phương tiện khiến khẩu AK-47 và khả năng lựa chọn chế độ bắn, kích cỡ nhỏ gọn và hộp tiếp đạn rời của nó phù hợp với vai trò này hơn là khẩu SKS. Như kết quả tất yếu, AK-47 dần thay thế SKS trong biên chế vào những năm 50. Một nghiên cứu của quân đội Mỹ về chiến thuật và vũ khí của Quân đội Liên Xô cho thấy "SKS bị loại biên không phải vì bất cứ lỗi kĩ thuật nào, mà là do các thay đổi lớn trong các chiến thuật tác chiến của Liên Xô khiến nó trở nên lỗi thời. Tuy nhiên vào thời điểm nó được giới thiệu, quân đội Liên Xô đã luôn muốn một khảu súng trường có hỏa lực lớn hơn khẩu SKS. Họ cần một loại vũ khí cho phép bộ binh duy trì hỏa lực tự động tập trung tốt hơn trong các đợt tấn công. Nhà sử học quân sự Edward Ezell cho rằng SKS vốn luôn được định hướng là giải pháp tạm thời, và Liên Xô đã đưa nó vào sản xuất đơn giản vì họ muốn có một loại súng trường sử dụng đạn 7,62×39mm được biên chế càng sớm càng tốt, trong khi súng trường tấn công bắn chọn vẫn đang được hoàn thiện. Chuyên gia vũ khí bộ binh John Walter cũng đồng ý trong các tác phẩm của mình, lưu ý rằng SKS được 'đưa vào sản xuất hàng loạt chủ yếu để tích lũy kinh nghiệm với loại đạn trung gian M43 mới và tranh thủ thời gian trong khi phát triển một khẩu súng trường tấn công thực thụ'. Từng có đề xuất giữ SKS làm súng bắn tỉa hỗ trợ, nhưng nó không đáp ứng được yêu cầu về độ chính xác; vai trò này sau đó được giao cho một loại vũ khí mới – SVD.

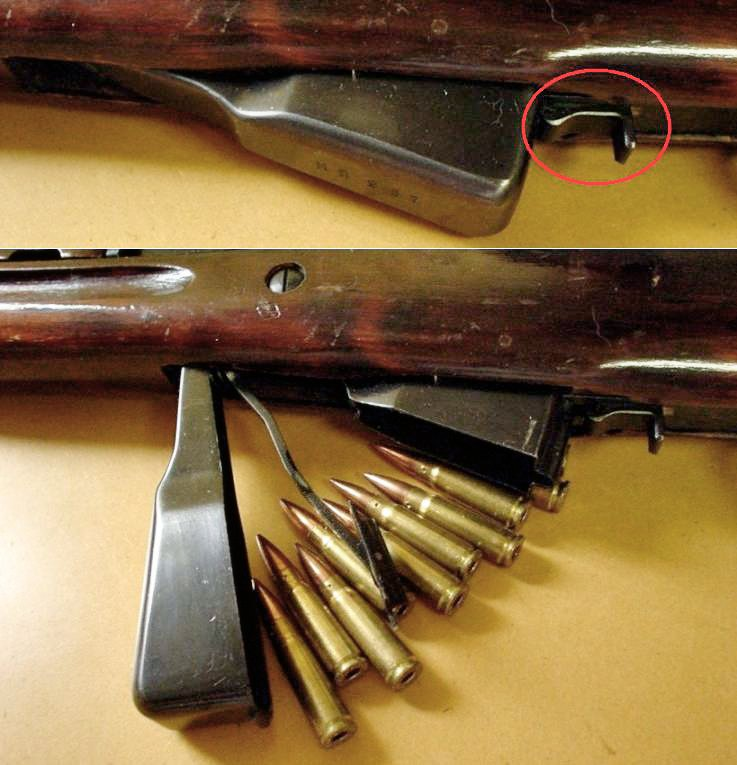
Hộp tiếp đạn khi đóng (trên) và mở (dưới) của SKS

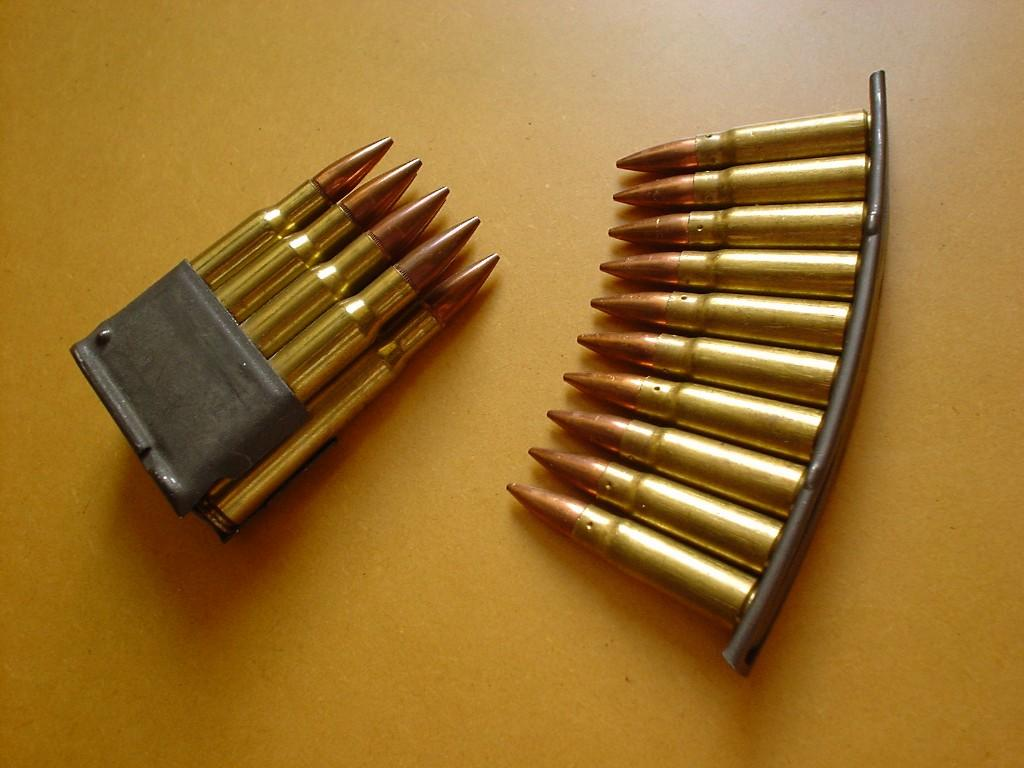
Kẹp đạn 8 viên của M1 Garand (trái) và kẹp đạn 10 viên của SKS (phải)

Sau đó, súng được đưa sản xuất đại trà từ năm 1949 tới khi bị thay thế hoàn toàn vào năm 1959 bởi AKM. Hồng Quân dừng việc sản xuất SKS vào năm 1965 vì Liên Xô đã sản xuất AKM với số lượng lớn để thay cho SKS. Liên Xô cung cấp giấy phép cũng như công nghệ sản xuất SKS cho rất nhiều nước xã hội chủ nghĩa như: Bắc Triều Tiên, Trung Quốc, Đông Đức, Nam Tư, Lào, Việt Nam,...
Tuy sớm bị thay thế tại quê nhà, nhưng SKS lại là vũ khí được nhiều quân đội nước ngoài ưa chuộng. Liên Xô đã đồng ý chia sẻ công nghệ chế tạo vũ khí này cho Trung Quốc, và Trung Quốc đã sản xuất hàng triệu khẩu SKS và đặt tên là "Type 56". Trong những năm 1950-1970, loại súng này rất phù hợp với học thuyết quân sự của Trung Quốc khi đó: ưu tiên các loại súng trường có độ bền cao, thiên về bắn tỉa và phục kích để trang bị cho lực lượng dân quân đông tới vài triệu người. Loại vũ khí này rất hữu ích cho quân đội Trung Quốc vì nó khá thon gọn, cho phép các chiến sĩ du kích dễ dàng ẩn nấp (do không cần gắn băng đạn cồng kềnh), trong chiến thuật điểm xạ tầm xa mà du kích ưa thích thì SKS cũng chính xác hơn AK-47. Tốc độ bắn khá chậm của SKS cũng hạn chế tốc độ tiêu hao đạn dược, vốn là thứ dễ bị thiếu thốn với lực lượng dân quân du kích. Hàng trăm nghìn khẩu SKS đã được viện trợ cho Quân đội Nhân dân Việt Nam và loại súng này đã thể hiện hiệu quả tốt nhất trong chiến tranh chống Mỹ.
Cho đến ngày nay, SKS vẫn được Trung Quốc, Việt Nam, Lào và một số nước khác sử dụng trong các đơn vị cảnh sát và dân quân tự vệ, một số được gắn cả ống ngắm quang học để làm súng bắn tỉa.

## Thiết kế

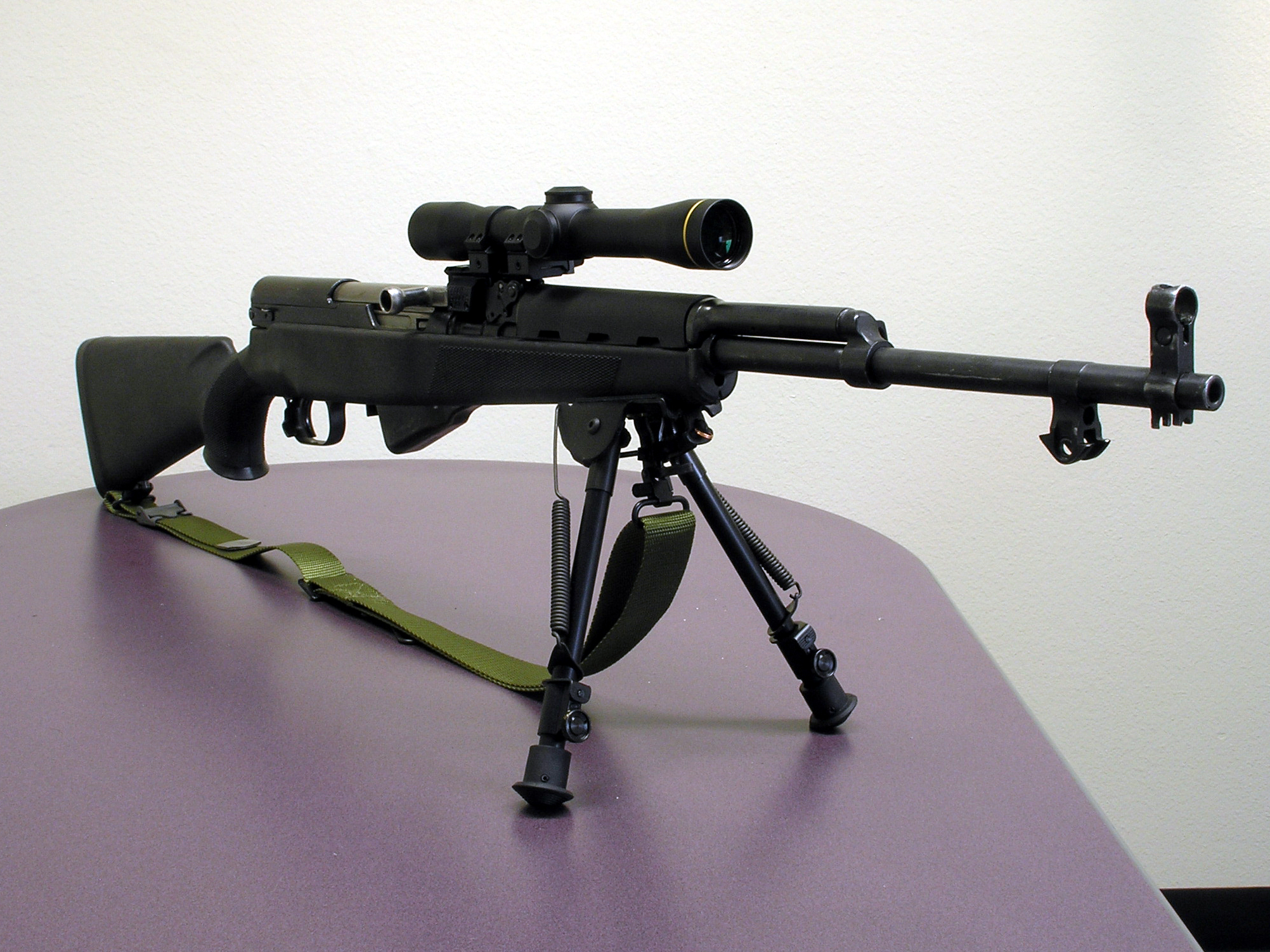
Súng SKS cải tiến với ống ngắm quang học gắn ở vị trí thước ngắm và rail gắn chân chống chữ V. Báng súng bằng nhựa composite sơn đen

SKS sử dụng cơ chế trích khí ngắn với khóa nòng nghiêng (gần giống với súng trường chống tăng PTRS-41 và AVS-36). Thoạt đầu, viên đạn đầu tiên được khai hỏa bằng cơ cấu cò súng. Một lượng khí thuốc súng được trích ra và đẩy vào ống trích khí, tạo lực đẩy lùi cụm cơ cấu móc đạn. Cụm cơ cấu này lùi về sau và ngay lập tức đẩy vỏ đạn cũ ra ngoài, nén lò xo phía sau lại rồi bật trở lại nhờ lực đàn hồi và móc viên đạn tiếp theo vào bệ khóa nòng, sẵn sàng cho phát bắn kế tiếp.
Các phiên bản đầu tiên của Liên Xô sử dụng cơ cấu lò xo phía sau búa kim hỏa. Tuy nhiên hầu hết các phiên bản hiện đại hóa của súng lại loại bỏ cơ cấu này. Điều này trở nên cực kì nguy hiểm: nếu không may để búa kim hỏa đột ngột rơi tự do vào viên đạn đã được nạp sẵn, súng có thể bị cướp cò. Do đó, súng đòi hỏi bảo dưỡng định kỳ một cách cẩn thận, nhất là sau một thời gian dài súng không được sử dụng để tránh tình trạng súng bị cướp cò.
Nòng súng thường được mạ crôm để tránh rỉ sét, mặc dù việc mạ nòng có thể làm giảm độ chuẩn xác của viên đạn bắn ra. Nòng súng cũng dài hơn khẩu AK nên có sơ tốc đầu nòng lớn hơn và tầm bắn xa hơn, nhờ đó SKS vẫn được giữ lại trong bộ ba xung hỏa lực AK - SKS - RPD cho mục đích điểm xạ tầm xa. SKS và trung liên RPD chỉ bị loại bỏ sau khi AKM và RPK đi vào biên chế của Quân đội Xô Viết từ năm 1959.
Tất cả các biến thể quân sự được trang bị một lưỡi lê (riêng phiên bản Type 56 của Trung Quốc sử dụng một lưỡi lê 3 cạnh dài hơn lưỡi lê cơ bản của Liên Xô), một số phiên bản như của Nam Tư còn có bộ phận phóng lựu cá nhân gắn ở đầu nòng.
Hộp tiếp đạn của súng có thể nạp bằng tay hoặc thông qua kẹp gài đạn 10 viên. Ngoài ra, hộp tiếp đạn gắn cố định của súng có thể mở từ phía dưới để lấy đạn cũ ra khỏi súng. Các phiên bản sau này có thể sử dụng chung hộp tiếp đạn với AK-47. Báng súng cũng chứa một bộ dụng cụ bảo dưỡng cho súng.

## Các nước sử dụng

Các quốc gia đã và đang sử dụng SKS (màu xanh lam)

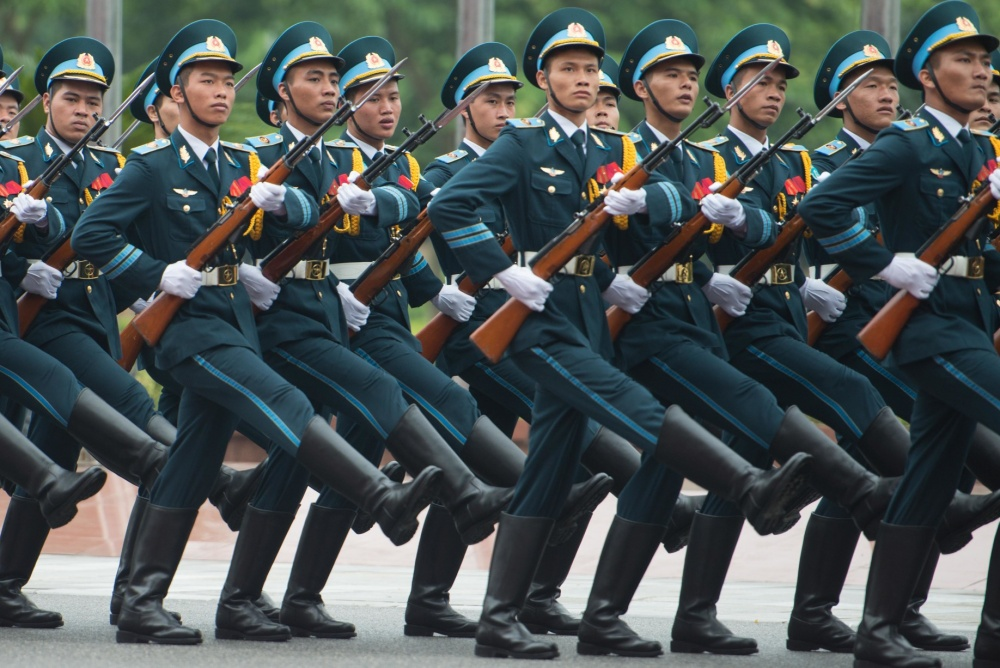
Các chiến sĩ Đội danh dự Quân đội nhân dân Việt Nam với khẩu SKS trong tay.

- Nga – Dùng cho mục đích nghi lễ.[17]
- Albania - Dùng cho mục đích nghi lễ.[18][19]
- Afghanistan
- Algeria[18][16]
- Angola[18][16]
- Armenia[20]
- Azerbaijan - Dùng cho mục đích nghi lễ.[20]
- Bangladesh - Các nhà máy sản xuất vũ khí của Bangladesh đã sản xuất mẫu Type-56 của Trung Quốc theo giấy phép cho đến năm 2006.[21][18] Hiện đang được sử dụng bởi Biên phòng Bangladesh và cảnh sát.
- Belarus[20]
- Benin[18][16]
- Bolivia
- Bosnia and Herzegovina[20]
- Bulgaria - Sử dụng bởi Vệ binh Quốc gia Bulgaria.[18][16]
- Campuchia[18][16]
- Cape Verde[18][16]
- Central African Republic[22]
- Trung Quốc - Biến thể Type-56.[6] Được sử dụng bởi Đội danh dự Trung Quốc trong các mục đích nghi lễ tại Quảng trường Thiên An Môn và các nghi lễ khác tại Trung Quốc..[23]
- Comoros - Biến thể Type-56 do Trung Quốc sản xuất.[18][24][16]
- Cộng hòa Congo[25][26]
- Rwanda[27]
- Croatia -  Mục đích nghi lễ.[19]
- Cuba[19]
- Cộng hòa Séc[28]
- Ai Cập[18][29][30]
- Guinea Xích đạo[18][16]
- Ethiopia[28][31]
- Gruzia[18]
- Guinée[18][16]
- Guiné-Bissau[18][16]
- Guyana[18][16]
- Hungary - Dùng trong các nghi lễ.[18][19][32]
- Ấn Độ[33]
- Indonesia[34]
- Iraq
- Jordan
- Kazakhstan[35]
- Kenya[36]

- Kosovo}[19]
- Kyrgyzstan[19]
- Lào - Sử dụng vào mục đích nghi lễ.[18][16]
- Libya[18][16]
- Madagascar[19][37]
- Malta[19]
- Mauritanie[20]
- Moldova[19]
- Mông Cổ[20][19]
- Mauritanie[20]
- Montenegro[20]
- Mozambique[18][16]
- Myanmar[18]
- Namibia[38]
- Nepal
- Niger
- Bắc Macedonia[39]
- Cộng hòa Dân chủ Nhân dân Triều Tiên[6][18]
- Oman[29]
- Nhà nước Palestine: Được sử dụng bởi Lực lượng Bảo vệ Danh dự của Palestine.[19] SKS cũng được quân đội PLO sử dụng trong những năm 1970.[40][41]
- Ba Lan - Sử dụng vào mục đích nghi lễ.
- România - Sử dụng vào mục đích nghi lễ.[42][19]
- São Tomé và Príncipe[18][16]
- Serbia[19]
- Seychelles[18][16]
- Sierra Leone[18][16]
- Slovenia - Sử dụng vào mục đích nghi lễ
- Nam Sudan[28][43]
- Sri Lanka[18][16]
- Sudan[18][16]
- Syria
- Tajikistan[19][28]
- Tanzania[18][16]
- Transnistria[44]
- Turkmenistan[19][28]
- Uganda[18][16]
- Ukraina[45]
- Uzbekistan[28]
- Việt Nam - Sử dụng vào mục đích nghi lễ của Đội Tiêu binh Danh dự Lực lượng Vũ trang Nhân dân Việt Nam và trang bị cho Dân quân tự vệ Việt Nam.[18][19][16]
- Yemen
- Zambia Biến thể Zastava M59.[46]
- Zimbabwe Sử dụng vào mục đích nghi lễ của Đội Tiêu binh Danh dự và trang bị cho dân quân tự vệ với biến thể Type-56 do Trung Quốc sản xuất.[19][24]

### Quốc gia từng sử dụng
- Liên Xô: sản xuất và chuyển giao cho các nước Xã hội chủ nghĩa trong đó có Việt Nam.
- Việt Nam Dân chủ Cộng hòa: Được Liên Xô cung cấp và hỗ trợ.
- Cộng hòa Miền Nam Việt Nam: Được Việt Nam Dân chủ Cộng hòa và Liên Xô cung cấp hỗ trợ cho Chiến tranh Việt Nam được thống nhất.
- Đông Đức
- Tiệp Khắc
- Gambia
- Nam Tư

### Phiến quân và khủng bố
- Nhà nước Đêga: Sử dụng trong vụ tấn công 2 trụ sở Ủy ban nhân dân xã tại Đắk Lắk 2023